# Illustre-Klasse (1751)
Die Illustre-Klasse war eine Klasse von zwei 64-Kanonen-Linienschiffen der französischen Marine, die von Pierre Salinoc entworfen wurde und von 1751 bis 1766 in Dienst stand.

## Einheiten
| Name     | Bauwerft         | Kiellegung  | Stapellauf        | Indienststellung | Verbleib |
| -------- | ---------------- | ----------- | ----------------- | ---------------- | --- |
| Illustre | Arsenal de Brest | Januar 1749 | 1750              | März 1751        | Im Januar 1760 im Sturm bei der Île de France schwer beschädigt, im Oktober 1761 außer Dienst und abgebrochen |
| Actif    | Arsenal de Brest | 1750        | 15. Dezember 1752 | Mai 1754         | Im Dezember 1766 außer Dienst und im Folgejahr abgebrochen                                                    |

## Technische Beschreibung
Die Klasse war als Batterieschiff mit zwei durchgehenden Geschützdecks konzipiert und hatte eine Länge von 48,73 Metern (Geschützdeck) bzw. 42,73 Metern (Kiel), eine Breite von 13,21 Metern und einen Tiefgang von 6,50 Metern bei einer Verdrängung von 2150 Tonnen. Sie waren Rahsegler mit drei Masten (Fockmast, Großmast und Kreuzmast). Der Rumpf schloss im Heckbereich mit einem Heckspiegel, in den Galerien integriert waren, die in die seitlich angebrachten Seitengalerien mündeten.
Die Bewaffnung der Klasse bestand aus 64 Kanonen.
|        | Unteres Batteriedeck | Oberes Batteriedeck | Backdeck      | Achterdeck    | Kanonen (Geschossgewicht) |
| ------ | -------------------- | ------------------- | ------------- | ------------- | ------------------------- |
| Design | 26 × 24-Pfünder      | 28 × 12-Pfünder     | 4 × 6-Pfünder | 6 × 6-Pfünder | 64 Kanonen (249,65 kg)    |

## Besatzung
Die Besatzung hatte eine Stärke von 508 Mann (6 bzw. 8 Offiziere und 500 Unteroffiziere bzw. Mannschaften).